# Sharaf ad-Din Ali Yazdi

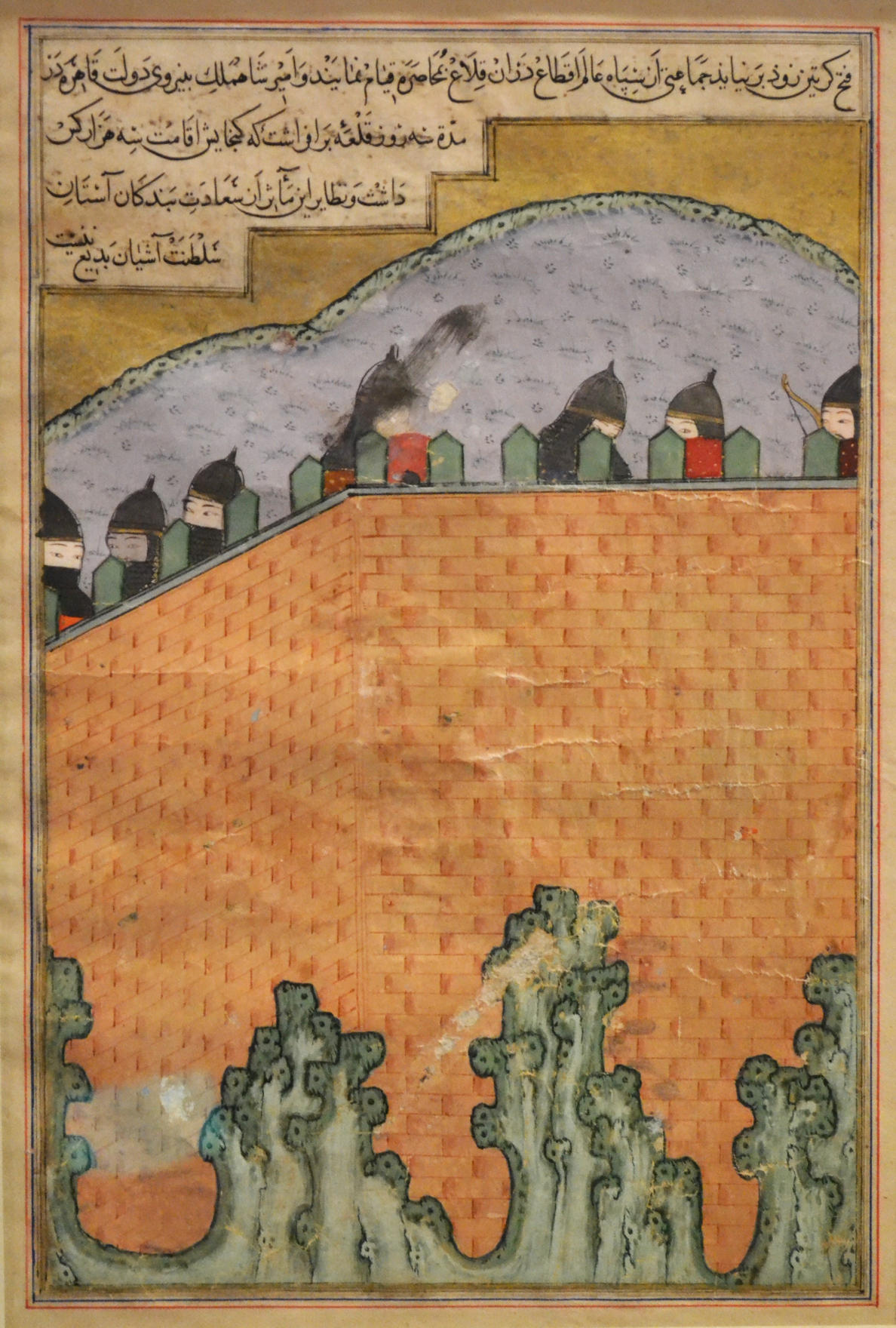
Sharaf al-Din Ali Yazdi, Tamerlán asedia el castillo georgiano de Gorin.

Sharaf ad-Din Ali Yazdi o Sharif al-Din Ali’ Yazdi (en persa: شرف الدین علی یزدی) (Yazd (Irán) — Yazd, 1454), también conocido por su seudónimo Sharaf, fue un erudito persa del siglo XV, historiador y poeta de la época de Tamerlán que fue autor de varias obras en los campos de las artes y las ciencias, incluidas las matemáticas, la astronomía, los enigmas y la literatura, tanto en poesía como en historia. Zafarnama, una crónica histórica sobre la vida de Tamerlán, es su obra más famosa.

## Biografía
Sharaf nació en la próspera ciudad de Yazd, Irán, en la década de 1370. Dedicó gran parte de su vida a la erudición, promoviendo su educación en Siria y Egipto hasta la muerte de Tamerlán en 1405.
De joven, fue maestro en su Yazd natal y compañero cercano del gobernante timúrida Shahruj (1405–47) y de su hijo Ibrahim Sultan. En 1442-1443 llegó a ser el asesor cercano del gobernador de Irak, Mirza Sultan Muhammad, que vivía en la ciudad de Qom. [3]
Sharif al-Din se rebeló contra Shahruj Timur en 1446-1447 cuando el gobierno era vulnerable, pero luego fue comisionado a diferentes ciudades por su perspicacia. Los últimos años de su vida los pasó en Taft (Yazd), donde finalmente murió en 1454.
Yazdi recibió instrucciones de Ibrahim Sultan ibn Shahruj de escribir una biografía de su abuelo, Tamerlán en 1421, que sería conocida como Zafarnama (El libro de la victoria), completándola cuatro años más tarde, en 1425. Es una historia del conquistador Tamerlán (1370–1405) y probablemente se basó en la historia del mismo nombre de Nizam ad-Din Shami, una obra escrita a pedido del mismo Tamerlán.
Sharaf también es autor de un divan (colección de poemas) y una recolección de correspondencia oficial.